# Stand and Sing of Zambia, Proud and Free
Stand and Sing of Zambia, Proud and Free là quốc ca của nước Cộng hoà Zambia. Phần nhạc được lấy từ bài hát "Nkosi Sikelel' iAfrika" (Chúa phù hộ châu Phi), soạn bởi thầy giáo người Xhosa Enoch Sontonga năm 1897. Sau khi Zambia dành được độc lập từ Anh, lời bài hát được soạn bởi nhiều tác giả dựa trên nền nhạc này. Họ gồm G. Ellis, E.S. Musonda, J.M.S. Lichilana, I. Lowe, J. Sajiwandani and R.J. Seal.
Bài hát được chọn làm quốc ca Zambia thay thế  "Nkosi Sikelel' iAfrika" vào ngày 14/9/1973.

## Lời bài hát[1]
| Lời tiếng Anh | Lời tiếng Bemba | Lời tiếng Chewa | Lời tiếng Tonga |
| --- | --- | --- | --- |
| I Stand and sing of Zambia, proud and free, Land of work and joy in unity, Victors in the struggle for the rights, We've won freedom's fight. All one, strong and free. II Africa is our own motherland, Fashion'd with and blessed by God's good hand, Let us all her people join as one, Brothers under the sun. All one, strong and free. III One land and one nation is our cry, Dignity and peace 'neath Zambia's sky, Like our noble eagle in its flight, Zambia, praise to thee. All one, strong and free. Chorus: Praise be to God, Praise be, praise be, praise be, Bless our great nation, Zambia, Zambia, Zambia. Free men we stand Under the flag of our land. Zambia, praise to thee! All one, strong and free. | I Lumbanyeni Zambia, no kwanga, Ne cilumba twange tuumfwane, Mpalume sha bulwi bwa cine, Twaliilubula. Twikatane bonse. II Bonse tuli bana ba Africa, Uwasenaminwa na Lesa, Nomba bonse twendele pamo, Twaliilubula. Twikatane bonse. III Fwe lukuta lwa Zambia lonse, Twikatane tubyo mutende, Pamo nga lubambe mu mulu, Lumbanyeni Zambia. Twikatane bonse. Chorus: Lumbanyeni, Lesa, Lesa, wesu, Apale calo, Zambia, Zambia, Zambia. Fwe bantungwa Mu luunga lwa calo. Lumbanyeni Zambia. Twikatane bonse. | I Imani timtamande Zambia, Dziko la cimwemwe ndi umodzi, Ife tinamenyera ufulu, Tinapata ufuluwu, Umodzi ndi mphamvu. II Africa ndiye Mayi wathu, Dzanja la Mbuye lamdalitsa Tiyeni tonse tigwirizane Ndife abale m'dziko: Umodzi ndi mphamvu. III Dziko limodzi, mtundu umodzi Ndi cilakolako cathutu Ulemu ndi mtendere m'dziko Monga nkwazi m'mwamba: Umodzi ndi mphamvu. Chorus: Timtamande, Mlungu, Mlungu wathu, Adalitse, Zambia, Zambia, Zambia. Omasuka pansi Pa ndembela yathu. Zambia timtamande. Umodzi ndi mphamvu. | I Atumutembaule Zambia, mbotubelekela antoomwe, Twakazunda akwaanguluka, Akulilela, Toonse Tuswangane. II Afrika mbabaama besu, Cisi cakalelekw' aLeza, Toonse tobantu tuswaangane, Mubwanabokwabo, Toonse Tuswangane. III Ciinga comwe ncotulilila, Mbulemu aluumuno mucisi, Mbuli Sikwaze Mbwauluka, Zambia, omubotu, Toonse Tuswangane. Chorus: Atulumbe, Leza Leza Wesu Cisi Cesu, Zambia, Zambia, Zambia, Andembela, yuunga mucisi cesu, Zambia Omubotu, Toonse Tuswangane. |

## Dịch sang tiếng Việt

### I
Hãy cùng đứng lên và ca hát cho Zambia, kiêu hãnh và tự do,
Vùng đất của lao động và hạnh phúc trong sự thống nhất,
Vinh quang thay, cuộc chiến vì chân lý,
Chúng ta đã chiến thắng trong cuộc chiến vì tự do.
Tất cả mỗi người đều mạnh mẽ và tự do.

### II
Châu Phi là đất mẹ của chúng ta,
Được tạo dựng và ban phước bởi bàn tay tuyệt vời của Chúa,
Quốc dân hãy cùng hoà làm một,
Như anh em dưới ánh mặt trời.
Tất cả mỗi người đều mạnh mẽ và tự do.

### III
Vùng đất, Tổ quốc này là nước mắt của chúng ta,
Dưới bầu trời Zambia là sự tôn nghiêm, thái bình,
Như chú đại bàng vĩ đại của ta trong chiến tranh,
Zambia, chúng ta ngợi ca Người.
Tất cả mỗi người đều mạnh mẽ và tự do.

### Điệp khúc:
Hãy dành lời ca ngợi cho Chúa Trời,
Dành lời ca ngợi, dành lời ca ngợi, dành lời ca ngợi,
Hãy phù hộ Tổ quốc vĩ đại của chúng con,
Zambia, Zambia, Zambia.
Chúng ta - những con người tự do, hãy cùng đứng lên
Dưới lá cờ Tổ quốc.
Zambia, chúng ta ngợi ca Người!
Tất cả mỗi người đều mạnh mẽ và tự do.